# 福岡県の市町村歌一覧
福岡県の市町村歌一覧（ふくおかけんのしちょうそんかいちらん）は、日本の福岡県に属する市町村で制定されている、もしくは過去に制定されていた市町村歌などの自治体歌やそれに準じた楽曲の一覧である。なお、一覧の順序は全国地方公共団体コード順による。

## 概説
福岡県では県庁所在地の福岡市や現在の北九州市の前身となった5市、大牟田市、飯塚市など昭和初期から多くの都市で市歌が制定されていたが、福岡市歌は戦後に全く演奏されなくなって有名無実化しておりその他の市でも多くが新市歌に代替わりした。
町村部では、筑豊地域を中心に町民音頭のみが作られている自治体が多い。

## 北九州市
- 北九州市歌[1] - 1963年（昭和38年）4月2日制定[2]

作詞：平尾一男 作曲：長谷川良夫
- 緑のまちにしませんか[1] - 1981年（昭和56年）制定

作詞：山田正文 作曲：中林清治
北九州市民憲章の制定を記念し、市民憲章の理念普及のために作られた。
- 合唱組曲「北九州」

作詞：栗原一途 作曲：團伊玖磨
1977年（昭和52年）翌年の北九州市制15周年を記念して作成される。

### 北九州市の区民音頭
北九州市の一部の区では区民音頭が存在する。大半は合併前に各市の市民音頭として作成されたものを継承しているが、一部は区制を敷いてから新たに作られたものである。
- 門司区‥門司港レトロ音頭 - 2001年（平成13年）発表
- 戸畑区‥戸畑音頭

作詞：原善麿 作曲：利根一郎
戸畑市観光協会選定。元は旧戸畑市の市民音頭である。
- 若松区‥若松港祭り音頭

戦前から続く若松みなと祭りのために作られた楽曲だが、作成時期などは資料の散逸で不明となっている。

## 福岡市
- 福岡市歌[4] - 1931年（昭和6年）制定

作詞：金子健 作曲：中山晋平
戦後は全く演奏されなくなり有名無実化しているが、形式上は存続している。
- 心のボール - 1989年（平成元年）発表

作詞・作曲：ASKA
市制100周年記念歌。福岡市役所の電話保留音に使用されていたが、2014年（平成26年）に作詞・作曲者が起こした不祥事を理由に使用を中止している。

### 福岡市の区歌等
福岡市の一部の区では独自に区歌が、また全ての区において区民音頭が作られている。
- 南区‥緑のわたしの街 みなみくの歌

「南区音頭」のシングルレコードB面に収録。
区民音頭
- 東区‥東区音頭
- 博多区‥博多音頭
- 中央区‥中央区音頭、新中央区音頭
- 南区‥南区音頭
- 西区‥西区音頭
- 城南区‥城南音頭
- 早良区‥早良区音頭 - 1988年（昭和63年）発表

## その他市部
大牟田市
- 大牟田市歌[6] - 1952年（昭和27年）1月1日制定

作詞：吉田尊治 作曲：古関裕而
2代目の市歌である。
- チャンス[6] - 1997年（平成9年）発表

作詞・作曲：さだまさし
市制80周年記念イメージソング。
久留米市
- 久留米市の歌[7] - 1951年（昭和26年）制定

作詞：花岡俊躬 作曲：團伊玖磨 編曲：本間四郎
久留米広域合併協議会では市歌存続を求める意見が強かったため新市歌を制定して2曲を並立させることで決着し、2005年（平成17年）2月5日付で再制定された。例規集に掲載されている。
- ふるさとのささやき 〜新久留米市の歌〜[9] - 2005年（平成17年）制定

作詞：長門石晶子 作曲：藤井フミヤ 編曲：増本直樹
久留米広域合併協議会の申し合わせに基づき、1市4町合併を記念する「新久留米市の歌」として制定された。例規集には掲載されていない。
編入合併に当たり、北野町・三潴町・城島町・田主丸町が制定していた楽曲（主に町民音頭）は「地域の歌」として存続している。
直方市
- （不明）

飯塚市
- いつかの里 飯塚[10] - 2016年（平成28年）3月26日制定

作詞：保岡直樹 作曲：片岡寛晶
新設合併10周年記念。3代目（新設合併後の飯塚市としては初代）の市歌である。
田川市
- 田川市民の歌 知っていますか ふるさと - 1988年（昭和63年）制定[11]

作詞：堀広子 補作：島田陽子 作曲：池田八声
市制45周年記念。
柳川市
- 柳川市民の歌

作詞：石川八隅 補作：小野南枝 作曲：高椋操 編曲：福田正
新設合併前の（旧）柳川市の時代に作成され、日本クラウンから美川憲一と三浦弘子のデュエットによりレコード（「柳川音頭」のB面に収録）が発売された。
柳川市・大和町・三橋町合併協議会では市歌の制定について「新市において調整する」との申し合わせが行われているが、実現していない。
八女市
- 八女市歌[13] - 1955年（昭和30年）10月20日制定

作詞：岡本淳三 作曲：佐藤禎二
例規集に掲載されているが、現在はほとんど演奏されていない。
- 愛の棲む街[14] - 2011年（平成23年）発表

作詞：安部俊幸 作曲：姫野達也
市イメージソング。
- 希望のふるさと[15] - 2011年（平成23年）発表

作詞・作曲：ダニー馬場
市応援ソング。
また、編入合併された上陽町の「地域の歌」として「上陽マイホームタウン」（作詞・作曲：後藤悦治朗）がある。
筑後市
- 筑後市歌[17] - 1954年（昭和29年）10月15日制定

作詞：吉開澄 作曲：藤枝昭俊 編曲：江口孝生
大川市
- 大川市歌[18] - 1955年（昭和30年）10月制定[19]

作詞者不詳 作曲：古賀政男
行橋市
- 行橋市民の歌 - 1972年（昭和47年）10月9日発表

作詞：岡本淳三 作曲：小杉仁三
市制施行20周年を迎えた市の「成人」を記念して金子忠市長の提唱により「末永く唱う歌」として制定されたが、演奏実態は確認できず、『全国 都道府県の歌・市の歌』には掲載されていない（市民音頭「行橋音頭」のみ掲載）。
豊前市
- 豊前市民の歌 - 1985年（昭和60年）制定

作詞：栗原一登 作曲：石丸寛
市制30周年記念。
中間市
- 中間市市歌[23]

作詞：伊馬春部 作曲：折本吉数
小郡市
- 小郡市歌 - 1977年（昭和52年）11月制定

作詞：丸山豊 作曲：安永武一郎
筑紫野市
- 筑紫野市歌[24]

作詞：真次肇 補作：持田勝穂 作曲：安永武一郎 編曲：甲斐靖文
他に市民愛唱歌「筑紫野恋歌」（作詞・作曲：小椋佳）と市民音頭「筑紫野音頭」（作詞：真次茂子 作曲：安永武一郎 編曲：押尾司）があり、3曲で「筑紫野市民愛唱歌」と総称される。
春日市
- 春日讃歌[25] - 1977年（昭和52年）制定

作詞：高園美都子 補作：本間繁義 作曲：津村重光 編曲：佐伯亮
市制5周年記念。
大野城市
- 大野城讃歌[26] - 1990年（平成2年）制定

作詞：長澤幸司 補作：峯陽 作曲：小川寛興 編曲：松木優晴
第45回とびうめ国体開催記念。
宗像市
- （未制定）

宗像市・玄海町合併協議会（新設合併）および宗像市・大島村合併協議会（編入合併）では、合併後の市歌の扱いについては特に取り決めが行われなかった。
太宰府市
- ふるさと太宰府[27]

作詞：白崎久人 作曲：大山隆行 補作曲・編曲：平井哲三郎
古賀市
- コスモスお花は[28]

作詞：渋田敏行 作曲：黒川和子
市民愛唱歌。
- 古賀音頭[28]

作詞：浦田実 作曲：古賀町音頭選定委員会 編曲：山口ひろし、笹岡貞男、古賀町市制施行記念事業実行委員会
町制時代に町民音頭として作成され、市制施行後は市民音頭として継承されている。
福津市
- （未制定）

福間町・津屋崎町合併協議会では、合併後の市歌の制定については特に取り決めが実施されなかった。
うきは市
- ルリ色のふるさと[29] - 2015年（平成27年）3月21日制定予定

作詞：保岡直樹 作曲：大島ミチル
合併10周年記念。
宮若市
- 輝くふるさと[30] - 2013年（平成25年）2月11日制定

作詞：徳満亮一 作曲：宮崎漢生
朝倉市
- （未制定）

甘木市・朝倉町・杷木町合併協議会では市歌の制定について「新市において調整する」との申し合わせが行われているが、実現していない。なお合併前の1992年（平成4年）に旧甘木市・朝倉郡を題材にした「あさくら讃歌」（作詞：後藤明生 作曲：三善晃）が発表されている。
嘉麻市
- 嘉麻市音頭 - 2010年（平成22年）発表

作詞：原田輝男 作曲：山田年秋
みやま市
- ソレソレ! MI・YA・MA[33] - 2012年（平成24年）2月制定

作詞：安部秀子 作曲：田中健
糸島市
- 輝く刻の中で[34] - 2011年（平成23年）制定

作詞：松本弘紀 補作・作曲：唄人羽（安岡信一、本多哲郎）
市イメージソング。
那珂川市
- 那珂川音頭[35]

作詞：後藤七生、持田勝穂 作曲：岸川均
- 那珂川お祭りサンバ[35] - 2007年（平成19年）発表

作詞・作曲：アッキー
- 那珂川お祭り音頭[35] - 2012年（平成24年）発表

## 町村部
糟屋郡宇美町
- 宇美町讃歌[36] - 1990年（平成2年）10月13日制定

作詞：木原昭三 補作：舞川由依 作曲：相模純宏 編曲：藤木秦、本田順一
町制70周年記念。
糟屋郡篠栗町
- 篠栗町町歌 [37] - 1979年（昭和54年）3月制定[38]

作詞：山本秀夫 作曲：安永武一郎
糟屋郡志免町
- 志免音頭

糟屋郡須恵町
- 須恵町歌[39]

作詞：今泉勇 作曲・編曲：山口ひろし
糟屋郡新宮町
- 新宮町町歌

作詞：鳥居信久 作曲：八波正武 編曲：谷道夫
糟屋郡久山町
- 首羅山いつまでも

町のシンボルとなっている首羅山遺跡の史跡指定を目指すキャンペーンソングとして作られた。
糟屋郡粕屋町
- 粕屋町歌 - 1988年（昭和63年）11月制定[41]

遠賀郡芦屋町
- 芦屋小唄

遠賀郡水巻町
- （未制定）[42]

町民音頭「水巻音頭」がある。
遠賀郡岡垣町
- 変わらない岡垣[43] - 2002年（平成14年）

作詞：瀬戸信二郎 作曲：森山良子
町制40周年記念イメージソング。
遠賀郡遠賀町
- 遠賀町歌

鞍手郡小竹町
- （不明）

鞍手郡鞍手町
- 鞍手音頭

嘉穂郡桂川町
- （不明）

朝倉郡筑前町
- みんなのまち ちくぜん[44] - 2015年（平成27年）発表

作詞：筑前町の皆さん、佐原一哉 作曲・編曲：佐原一哉
合併10周年記念メモリアルソング。
朝倉郡東峰村
- （不明）

三井郡大刀洗町
- 大刀洗音頭[45]

作詞：平田忠吾 作曲：山田年秋
- 大堰御田植え歌[45]

採譜・編曲：鈴木英明
2曲で「大刀洗小唄」を形成する。
三潴郡大木町
- 大木町歌 - 1958年（昭和33年）制定

作詞：松永伍一 作曲：安永武一郎
八女郡広川町
- 広川音頭 - 1975年（昭和50年）7月発表[46]

作詞：竜英二
合併20周年記念。
田川郡香春町
- 香春音頭

田川郡添田町
- 添田音頭

作詞：大西茂 作曲：山中博
田川郡糸田町
- 糸田町音頭

田川郡川崎町
- 川崎音頭

田川郡大任町
- 大任音頭[47]

田川郡赤村
- 赤村音頭

田川郡福智町
- 月夜歌 - 2014年（平成26年）発表

作詞： 作曲：
町イメージソング。
京都郡苅田町
- かんだ小唄[48] - 1955年（昭和30年）制定

作詞：大石八千代 作曲：平川英吉
新設合併記念。
京都郡みやこ町
- 花ひらく[49]

作詞：駒井瞭 補作：叶正子 作曲：叶高 編曲：鈴木和郎　　
築上郡吉富町
- 吉富町歌[50] - 1952年（昭和37年）5月制定

作詞：横松宗 作曲：久保田煕
築上郡上毛町
- 上毛万年音頭[51] - 2008年（平成20年）発表

作詞：伊藤アキラ 作曲：佐瀬寿一
合併3周年記念。
築上郡築上町
- 築上音頭 - 2007年（平成19年）発表

合併1周年記念。

## 廃止された市町村歌
門司市
- 門司市歌 - 1930年（昭和5年）4月21日制定[2]

作詞：山田文夫 作曲：岡野貞一
現在も門司区役所前に歌碑が建てられている。旋律は後に福岡県立門司大翔館高等学校の校歌（作詞：西山和夫）へ転用された。
小倉市
- 小倉市歌 - 1935年（昭和10年）6月20日制定[2]

作詞：内山哲也 作曲：永井平次
戦後に歌詞が改訂されている。
若松市
- 若松市歌 - 1937年（昭和12年）5月18日制定[2]

八幡市
- 八幡市歌 - 1927年（昭和2年）頃制定[2]

作詞：八波則吉 作曲：矢野勇雄
戸畑市
- 戸畑市歌 - 1937年（昭和12年）2月10日制定[2]

作詞：加藤参郎 作曲：古関裕而
1957年（昭和32年）に歌詞の一部を改訂。
大牟田市
- 大牟田市歌（旧）[6]

作詞者不詳 作曲：梁田貞
昭和初期に制定された初代の市歌である。
飯塚市
- 飯塚市歌（初代）

初代の市歌である。1933年（昭和8年）発行の『炭都飯塚市鳥瞰図』裏面に掲載されている。
- 飯塚市歌（2代目） - 1974年（昭和49年）11月2日制定

2代目の市歌である。新設合併に伴い廃止された。
甘木市
- 甘木市歌 - 1961年（昭和36年）制定[31]

前原市
- まえばるそして未来へ - 1992年（平成4年）選定[53]

作詞：能登濱吉 補作：野田寿子 作曲：小河恭子
- 夢をだきしめて - 1992年（平成4年）選定[53]

市イメージソング。
京都郡苅田町
- 苅田町歌[48]

作詞・作曲者不詳
新設合併前の（旧）苅田町の町歌である。戦後まもない時期に作られたとみられ1970年（昭和45年）発行の『苅田町誌』に歌詞が掲載されているが、楽譜および制定経緯は不明。